# Bibi Ferreira
Bibi Ferreira, született Abigali Izquierdo Ferreira (Rio de Janeiro, 1922. június 1. – Rio de Janeiro, 2019. február 13.) brazil színésznő, énekesnő.

## Élete
Apja Procópio Ferreira színházi színész, anyja Aida Izquierdo, argentin táncosnő volt.

## Filmjei
- Cidade-Mulher (1936)
- The End of the River (1947)
- Almas Adversas (1952)
- Grande Teatro Tupi (1952–1956, tv-sorozat, nyolc epizódban)
- Leonora dos sete mares (1955)
- A Loja da Esquina (1957, tv-sorozat)
- O Homem Que Veio do Céu (1978, tv-film)
- Marquesa de Santos (1984, tv-film)
- Bibi Canta Piaf (2004)
- Alabê de Jerusalém (2006)